# Chaigneau Peak
Chaigneau Peak är en bergstopp i Antarktis. Den ligger i Västantarktis. Argentina, Chile och Storbritannien gör anspråk på området. Toppen på Chaigneau Peak är 760 meter över havet.
Terrängen runt Chaigneau Peak är huvudsakligen kuperad, men västerut är den platt. Havet är nära Chaigneau Peak västerut. Trakten är glest befolkad. Närmaste befolkade plats är Vernadsky Station, 11,6 kilometer väster om Chaigneau Peak. 